# Bortniki (przystanek kolejowy)
Bortniki (ukr. Бортники, ros. Бортники) – przystanek kolejowy w miejscowości Bortniki, w rejonie stryjskim, w obwodzie lwowskim, na Ukrainie. Położony jest na linii Lwów – Czerniowce.
Stacja kolejowa Bortniki powstała w czasach Austro-Węgier na drodze żelaznej lwowsko-czerniowieckiej, pomiędzy stacjami Chodorów i Bukaczowce. Po II wojnie światowej dodatkowe tory zostały zdemontowane, a stacja zdegradowana do roli przystanku.